# Mohammed Salim (football)
Pour les articles homonymes, voir Mohammed Salim (PSNS) et Salim.
Mohammed Salim (1904 - 5 novembre 1980) est un footballeur indien. Lors de son passage au Celtic Glasgow en 1936-1937, il devint le premier joueur du continent asiatique à porter le maillot d'une équipe de football européen.

## Biographie
Dans les années 1930, Mohammed Salim devint une pièce essentielle du Mohammedan Sporting Club et permit à son club de remporter cinq titres consécutifs dans le championnat de sa ville natale, Calcutta.
En 1936, son cousin d'Angleterre, en voyage à Calcutta, le persuada de revenir avec lui pour tenter sa chance en Europe. Il fut présenté aux entraineurs du Celtic, et bien que jouant les pieds bandés, leur fit une forte impression. Après ces premiers tests, il fut aligné dans l'équipe première et impressionna la presse lors de matchs du Championnat d'Écosse de football, il acquit le surnom de « Jongleur Indien ».
Cependant, le mal du pays le conduisit à retourner en Inde. Au crépuscule de sa vie, son fils écrit une lettre au Celtic mentionnant la maladie de son père, et à sa grande surprise reçut un chèque de 100 livres et un maillot de l'équipe, témoignages du bon souvenir que son père avait laissé lors de son passage en Écosse.